# Gamepad

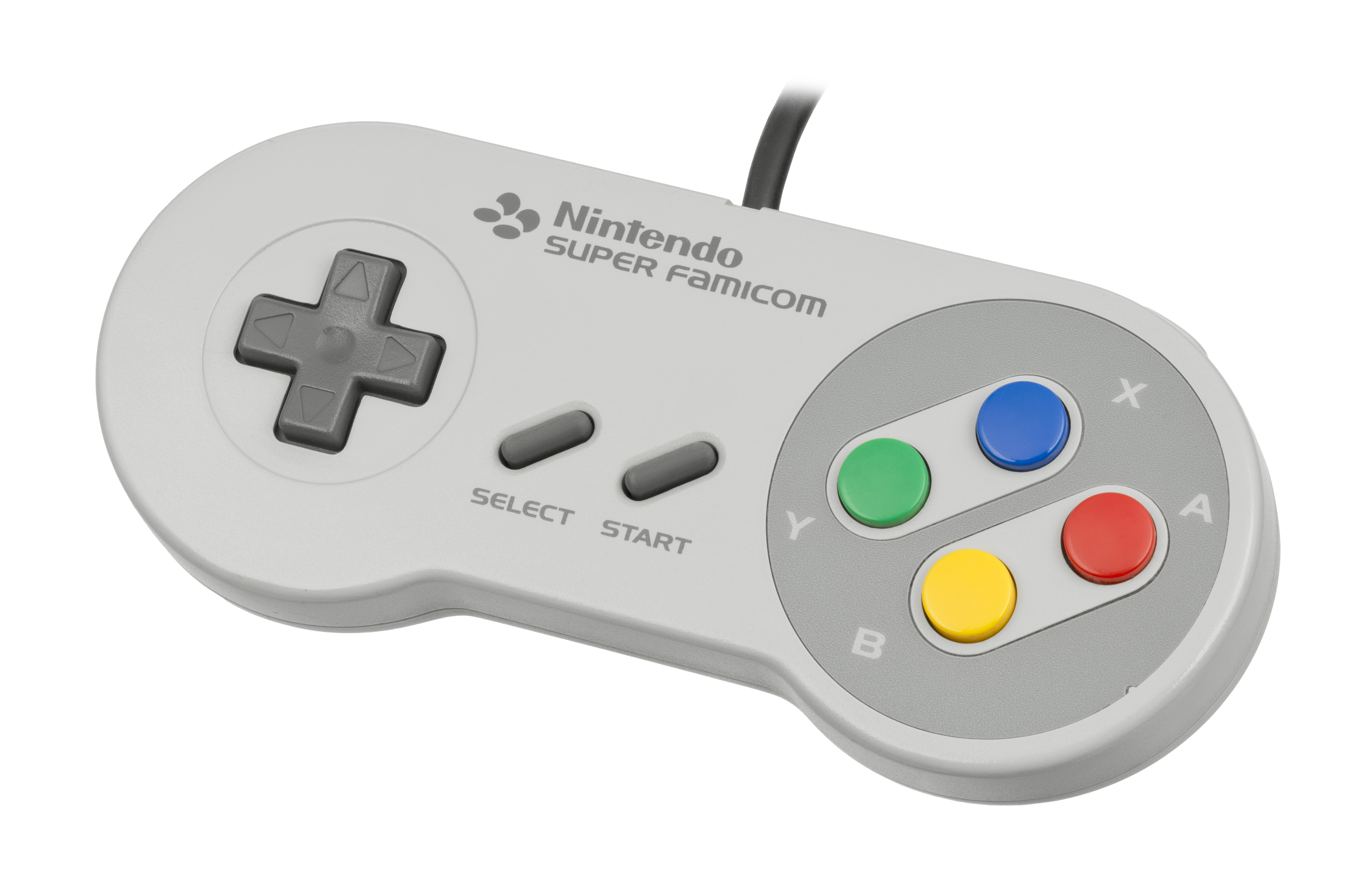
Gamepad pentru SNES

Un gamepad (uneori denumit joypad ori control pad) este un tip de controller de jocuri video proiectat pentru a fi folosit cu ambele mâini.
Gamepad-uri asigură interacțiunea dintre jucător și consolă de jocuri. Cu toate acestea, gamepad-urile sunt folosite și pe computerele personale, deși în cele mai multe cazuri, utilizatori preferă să utilizeze tastatura familiara (normale sau de joc), și mouse-ul. Gamepad versiunea standard  conține: în mâna stângă butoanele de ghidare (înainte-înapoi-stânga-dreapta), pe baza dreptului - butoanele de acțiune (salt, tragere).
Multe gamepad-uri moderne, împreună cu ghidul de butoane sunt utilizate betele analog. Pentru prima dată o astfel de soluție a fost susținută la controller-ul, Emerson Arcadia 2001, dar a câștigat popularitate în rândul jucătorilor imediat după apariția consolelor Nintendo 64, Sony PlayStation și Sega Saturn.

## Nintendo

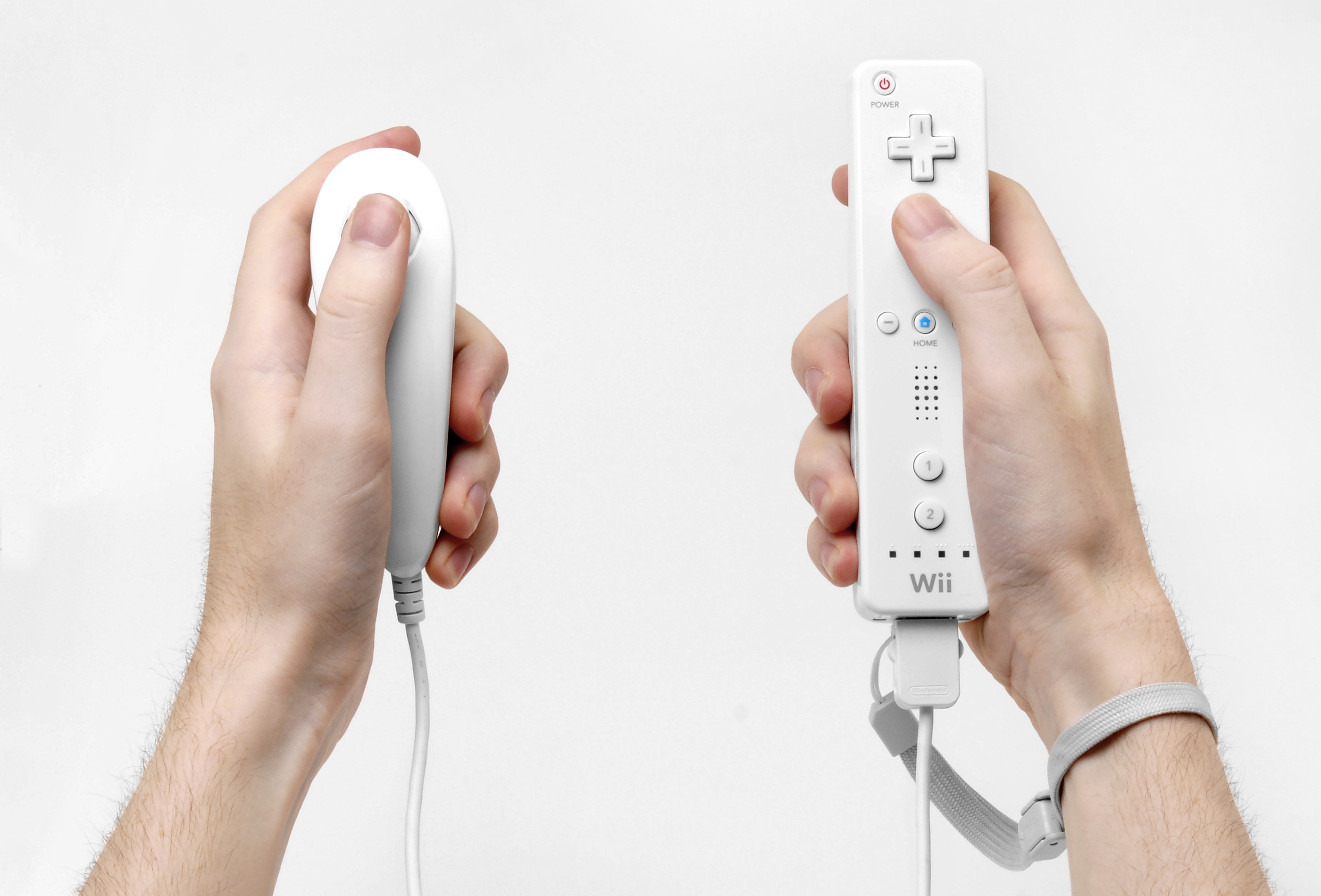
Gemepad pentru Wii

### Wii
Gemepad-ul de Wii, în comparație cu altele posedă caracteristici netradiționale. În aspect acesta seamănă cu o telecomandă de la un televizor (oficial se numește Wii Remote) și include un număr de caracteristici, cel mai important dintre care, senzorul de mișcare și determinarea poziției în spațiu, care permite sistemului pentru a detecta mișcarea pe toate axele, inclusiv rotația.
Controllerul multifuncțional oferă posibilitatea de a conecta diferite dispozitive suplimentare. Pentru a utiliza în altă parte, stick-ul analog este prezentă o unitate separată. În acest caz cererea a fost anunțată ca la un controller tradițional, care va servi nu doar o copie de rezervă a "operatorului clasic", dar și de asemenea, face posibilă pentru a utiliza acest serviciu virtual. În loc de butoanele Start si Select care sunt obișnuite, au venit butoanele -, home și +.

## Sega

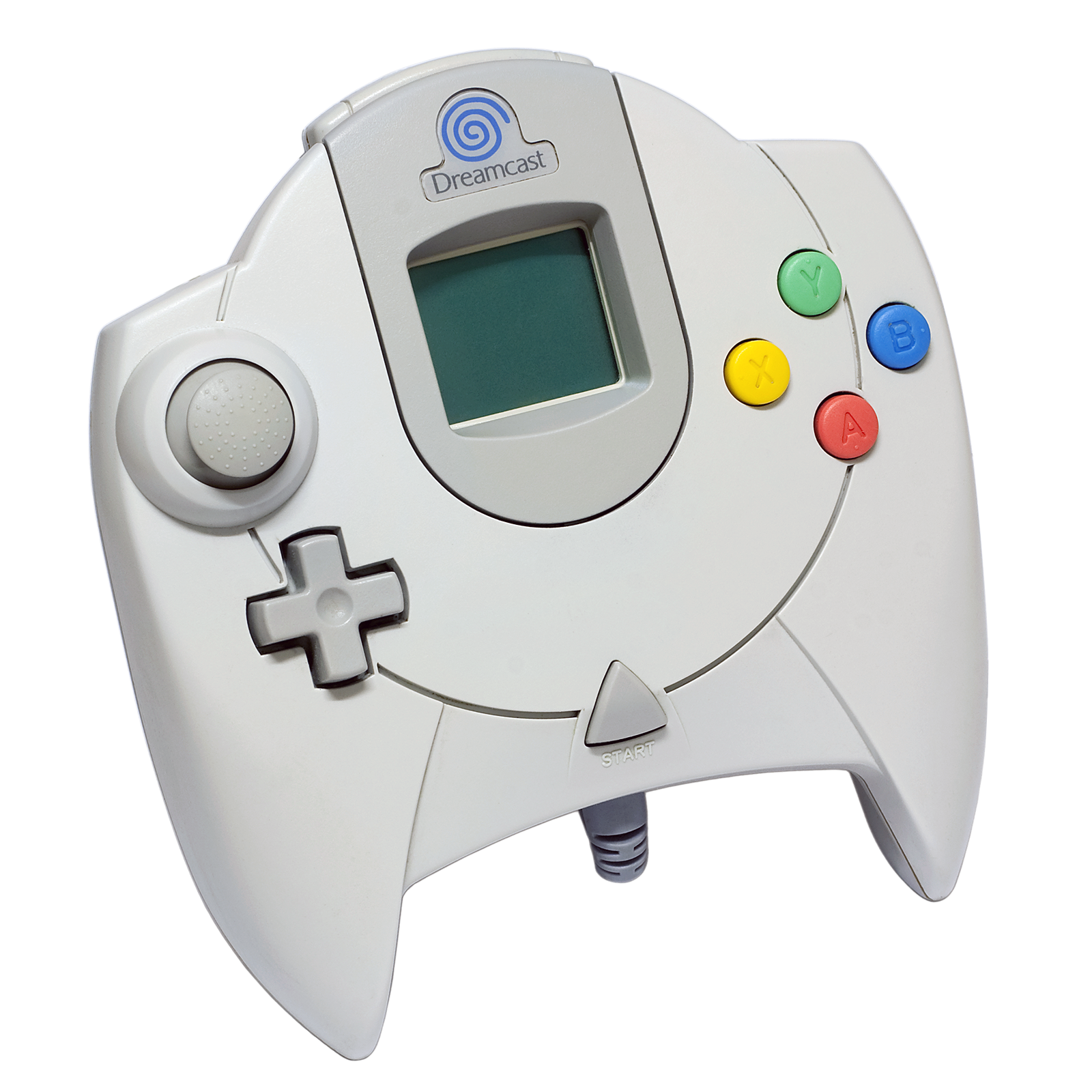
Gamepad pentru Sega Dreamcast

### Dreamcast
Similar la design cu 3D Pad, controllerul pentru Dreamcast, are următorul set de butoane: D-pad, patru butoane pe partea frontală a butonului Start și două de declanșare analogice, introdus pentru prima oară pe partea din spate, cu partea stânga și la dreapta. Regulatorul are, de asemenea, două sloturi pentru carduri de memorie, VMU (Visual Memory Unit - modulul care integrează puterea de carduri de memorie și consolă portabilă), sau modul vibrație.
Mai târziu, sloturi pentru accesorii, plasarea de butoane și declanșează analogic de la interiorul gamepad-ului, va fi prezent la controller pentru Xbox de la Microsoft.
Ca și în cazul lui Sega Saturn , Dreamcast a avut controlere suplimentare, inclusiv unic controler-tijă (pentru jocuri Get Bass / Sega Pescuit Bass), un mouse, o tastatură și un pistol de lumină, volan, joystick arcade și maracas (pentru a juca Samba de Amigo).

## Microsoft

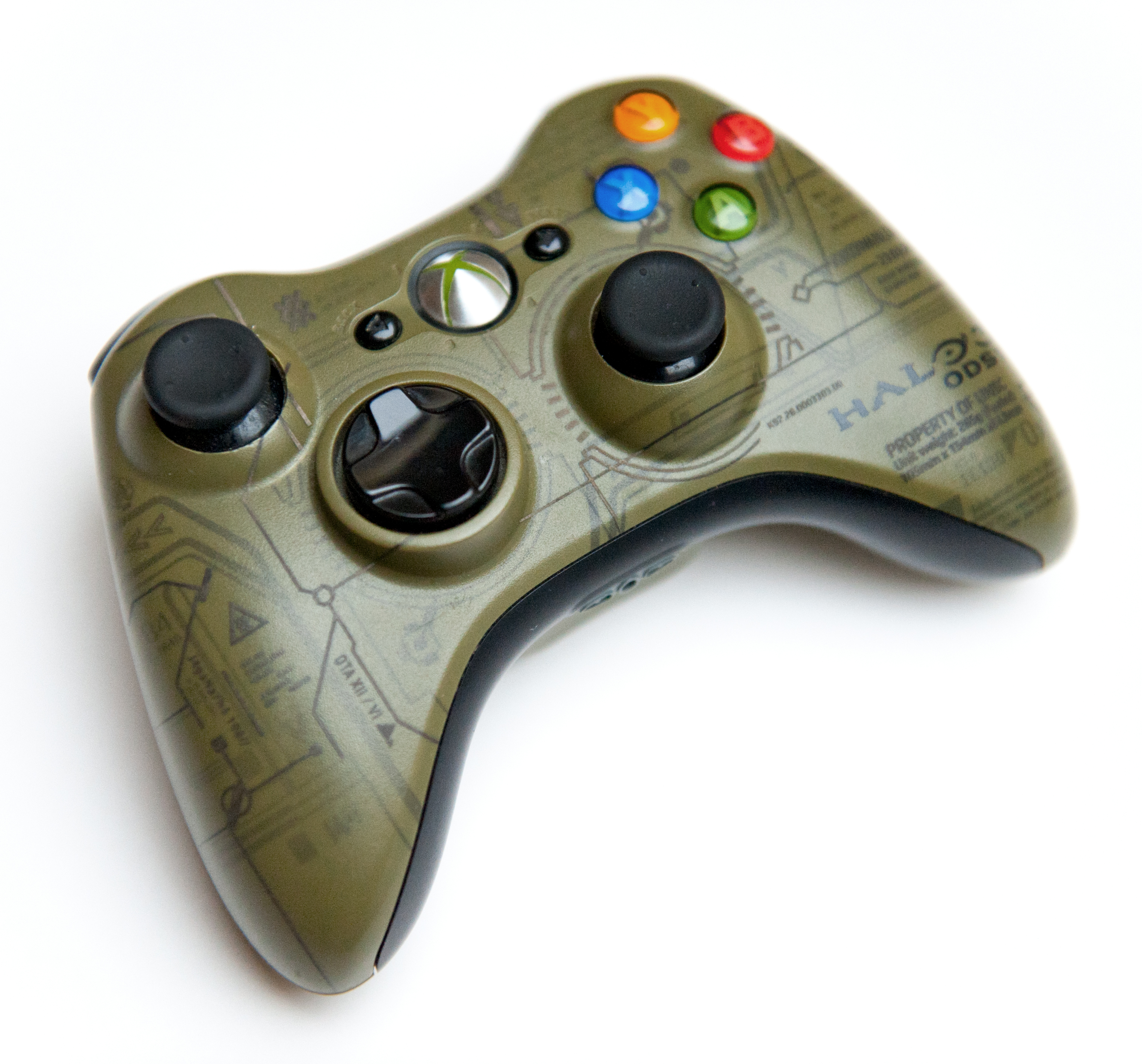
Gamepad pentru Xbox 360

### Xbox 360
Controler pentru Xbox 360 are o conexiune fără fir. Îi lipsesc butoanele "negru" și "alb", în schimb, are plasat deasupra fiecărui buton de declanșare «bara de protecție». Aceasta este controlerul principal pentru sistemele de operare Windows XP, Windows Vista și Windows 7.
La 22 octombrie 2007 a avut loc eliberarea celei mai ieftine versiuni de Xbox 360 având controller cu fir - Core a fost întrerupt - acesta a fost înlocuit cu Xbox 360 Arcade, cu un gamepad fără fir.

## Sony

### PlayStation 3
Inițial, controllerul conceptual pentru PlayStation 3 a fost ca o banană sau bumerang. Acest design a determinat o mulțime de batjocuri, ca urmare el a fost deseori numit "bananmerang". În cadrul conferinței E3, Sony a refuzat o performanță similară vizuală a operatorului în favoarea unui formular identic cu modelele de Dual Shock, adăugând în același timp o conexiune wireless la consolă și capacitatea de a capta schimbare a poziției în spațiu. Cu toate acestea, funcția de vibrație, disponibil în Dual Shock, a fost eliminat. Sony explica acest fapt prin zgomotul care afectează senzorul de mișcare. Microsoft a abandonat acțiunea, spre deosebire de Sony, care a hotărât să procedeze la un proces și a pierdut cazul. În același timp, Wii Remote, fără probleme combină funcțiile de vibrații, precum și poziția senzorului în spațiu. Immersion Corporation în sine a lansat o nouă versiune a operatorului cu un sistem modificat de vibrații, folosind nu doua motoare și unul. Potrivit companiei, acest motor poate fi folosit în controlerul pentru PlayStation 3. Controllerul numit Sixaxis. Astfel, cu o noua precizie joystick-ul de la 8 biți (în DualShock 2) până la 10.
Recent, vânzările vor merge joystick-uri Dual Shock 3, acestea sunt joystick-uri identice Sixaxis, dar are o greutate mai mare din cauza a două vibrante.